# Lisa Darr
Lisa Darr (Chicago, Illinois, 21 de abril de 1963) es una actriz estadounidense.

## Carrera
Interpretó a Annie Whitman en la popular serie de televisión Diario adolescente de ABC. Las apariciones televisivas anteriores de Darr incluyen la comedia corta de 1991 Flesh 'n' Blood como Rachel Brennan, el drama adolescente Popular como Jane McPherson, así como la efímera pero aclamada serie Fox de 1996 Profit como Gail Koner. En la quinta temporada de la comedia Ellen, interpretó a Laurie Manning, la novia del personaje principal Ellen Morgan. Interpretó a la arqueóloga Ginny Will en un episodio de Quantum Leap.
Darr también hizo una aparición en el drama House en 2006, interpretando a la madre de una víctima en el episodio "Distractions". Hizo una aparición en la tercera temporada de The Office en el episodio "Product Recall". Darr apareció en la cuarta temporada de Weeds como Ann Carilli.
Su trabajo cinematográfico incluye Gods and Monsters (1998), en la que apareció como Dana Boone (la esposa del personaje de Brendan Fraser), Pomegranate (2005), como Julia (la madre del personaje de Leah Pipes), en la película de fútbol Her Best Move (2006), National Lampoon's Bag Boy (2007) y This Is 40 (2012).

## Filmografía

### Cine
| Año  | Título            | Rol            | Notas |
| ---- | ----------------- | -------------- | ----- |
| 1997 | Casualties        | Beth           |       |
| 1997 | Plan B            | Clare Sadler   |       |
| 1998 | Gods and Monsters | Dana Boone     |       |
| 1998 | Land of the Free  | Annie Jennings |       |
| 1999 | Morella           | Jenny Lynden   |       |
| 1999 | Elevator Seeking  | Bonnie         | Video |
| 2005 | Pomegranate       | Stephanie      |       |
| 2007 | Her Best Move     | Julia          |       |
| 2007 | Bagboy            | Laurie         |       |
| 2009 | The Twenty        | Katherine      |       |
| 2012 | This Is 40        | Claire         |       |

### Televisión
| Año       | Título | Rol        | Notas       |
| --------- | ------ | ---------- | ----------- |
| 1996–1997 | Profit | Gail Koner | 8 episodios |